# Koźle (województwo wielkopolskie)
Koźle – wieś w Polsce położona w województwie wielkopolskim, w powiecie szamotulskim, w gminie Szamotuły.

## Historia
Miejscowość pierwotnie była związana z Wielkopolską. Istnieje co najmniej od drugiej połowy XIV wieku i ma średniowieczną metrykę. Po raz pierwszy w źródłach historycznych wieś odnotowana została w łacińskim dokumencie z 1398 gdzie zapisano ją pod nazwą "Kosle, Cosle", 1400 "Cozle", 1408 "Kozle", 1420 "Coszle", 1423 (wg zachowanej kopii z lat 1488-1492) "Cosszle", 1448 "Coszlye", 1462 "Koszlye", 1479 "Koslie", 1563 "Kozlie".
Początkowo wieś była własnością szlachecką leżącą w dobrach Trzciel i należącą do wielkopolskiej szlachty z rodu Kozielskich, którzy nosili odmiejscowe nazwisko utworzone od nazwy wsi, a później także Żydowskich, Zajączkowskich, Jaktorowskich, Jankowskich. W 1462 miejscowość leżała w powiecie poznańskim województwa poznańskiego w Koronie Królestwa Polskiego. W latach 1413 (wg zachowanej kopii z 1455) odnotowana w parafii Otorowo.
Według pierwszego, zachowanego zapisu historycznego związanego z miejscowością, pochodzącego z 1398 Mikołaj Kozielski oraz Mroczek z Zajączkowa mieli rozgraniczyć przez ujazd Koźle i Zajączkowo. W 1398 i 1400 przed sądem ziemskim odnotowano zapowiedź zapustu oraz dąbrowy. W 1413 (według zachowanej kopii z 1455) strumień zwany "Struga" przepływający koło Ostroroga oddzielał od wsi Koźle pola, folwark, łąki itd. stanowiące uposażenie kościoła w Otorowie koło Szamotuł. W 1539 (wg kopii z XVII wieku) kopiec narożny dzielił Buszewo, Buszewko oraz Koźle braci Łukasza i Andrzeja Jankowskich z Jankowic. Według dokumentu z 1652, oblatowanego w 1743, nastąpiło rozgraniczenie Otorowa z Koźlem. Ustawiono wówczas dwa kopce narożne dzielące Otorowo, Koźle i Buszewko oraz Otorowo, Ostroróg i Koźle, a także wzmiankowano drogę z Koźla do Szamotół i Ostroroga.
W latach 1387-1407 właścicielem we wsi był Tomasz Kozielski z Koźla alias Lipnicki z Lipnicy koło Szamotuł. W 1387 toczył on proces z Mikołajem z Bytynia, jego żoną i synami oraz innymi dziedzicami Bytynia o 30 grzywien, o 3 grzywny z tytułu poręczenia oraz o 15 grzywien. W latach 1393-1394 i w 1400 Tomasz toczył procesy z Janem Jaromirskim z Jaromierza o posag 100 grzywien wniesiony przez siostrę Tomasza do Niałka Małego części obecnej wsi Niałek Wielki.
W latach 1391-1408 odnotowano brata Tomasza Mikołaja Kozielskiego. W 1398 i 1400 zapowiedział przed sądem ziemskim w swoim dziedzictwie Koźle cały zapust oraz dąbrowę z powodu wydeptywania ścieżek w zbożu. W 1400 tenże toczył proces z Mikołajem Baworowskim [z Baworowa, obecnie nazywającą się Baborowo. W 1400 jego brat Tomasz Lipnicki [alias Kozielski] wyznaczył go do prowadzenia procesu z Piotrem Wilkiem z Lubosiny o trzy kopce. W 1400 tenże toczy proces z łowczym poznańskim Andrzejem z Zajączkowa. W 1403 toczył kolejny proces z Piotrem kmieciem z Sarniewa, nieznanej obecnie osady leżącej wg historyków koło Pniew, który go pozwał z powodu zabrania pieniędzy oraz uwięzienia. W 1405 Mikołaj Kozielski toczył proces z Janem Otuskim z Otusza koło Buku. W 1408 toczył proces z Adamem plebanem w Otorowie. Pleban pozwał go o zajęcie niezidentyfikowanego folwarku zwanego Poświętne leżącego koło Cerkwicy wraz z rolami i łąkami, które stanowiły uposażenie kościoła w Otorowie.
Zachowały się także średniowieczne zapisy o wsi pochodzące z XV-wiecznych źródeł kościelnych. W 1413 (wg kopii z 1455) Adam pleban otorowski pobierał w Koźlu dzięsięcinę z pól szlacheckich, z kmiecych osiadłych po dwie miary żyta i owsa. W 1420 toczył on także proces z kanclerzem katedry poznańskiej Mikołajem z Górki Miejskiej z rodu
Górków herbu Łodzia o dziesięciny snopowe z ról folwarcznych w Koźlu. W 1420 toczyli również proces o dziesięciny z 4 łanów w Koźlu. W 1421 zawarli ugodę w sprawie dziesięciny snopowej z 4 łanów ról folwarcznych we wsi Koźle. W 1423 oraz 1510 kanclerz katedry poznańskiej otrzymywał dziesięciny z Koźla.
W 1418 kasztelan santocki Mikołaj Żydowski właściciel Żydowa i Rozwarowa, obecnie nazywającej się Rostworowo, oraz z Psarskiego koło Pniew przedłożył w sądzie ziemskim dokument nabycia Koźla i nikt nie zgłosił wówczas prawa bliższości do wsi. W 1428 woźny sądu ziemskiego zapowiedział wsie Psarskie koło Pniew, Zajączkowo, Koźle i Orle (Orle Małe) jako własność Piotra, Zygmunta, Wincentego i jego syna Dobrogosta Zajączkowskich.
W latach 1448-1462 dziedzicem wsi był Bieniak z Rozwarowa i Zajączkowa syn Dziersława Rozwarowskiego, bratanek Mikołaja Żydowskiego. W 1448 w podziale ze swymi braćmi Piotrem i Pawłem z Rozwarowa otrzymali Zajączkowo, Koźle, Orle (Orle Małe) koło Ostroroga, obecnie Orliczko, Glinno oraz sumy zapisane na Gorzewie i Łagiewnikach koło Poznania.
W 1462 Dziersław syn Piotra Rozwarowskiego oraz Jan, Grzegorz i Benedykt, synowie Pawła z Jankowiec, Rozwarowa i Zajączkowa, otrzymali od swego stryja Bieniaka Zajączkowskiego wsie Zajączkowo, Koźle i Orle pod warunkiem, że wypłacą swym siostrom stryjecznym, a córkom Bieniaka, tj. Małgorzacie, Annie, Katarzynie, Elżbiecie i Dorocie łącznie 500 grzywien półgroszy.
1479 dziedzicem Koźla i Zajączkowa był kanonik poznański Jan Zajączkowski. Zapisał on klerykowi Mikołajowi z Szamotuł trzy grzywny czynszu rocznego na Zajączkowie i Koźlu w celu erekcji altarii w kolegiacie w Szamotułach. Zapisał też z zastrzeżeniem prawa wykupu w celu erekcji altarii w kościele parafii w Zajączkowie czynsz roczny w wysokości 10 grzywien szer. półgroszy, po 5 grzywien na Zajączkowie i Koźlu, od sumy głównej 124 grzywien.
W latach 1507-1534 dziedzicem wsi był Andrzej Jaktorowski z Jaktorowa w powiecie kcyńskim, mąż Anny Jankowskiej dziedziczki Koźla. W 1507 zapisał z zastrzeżeniem prawa wykupu Mikołajowi Parysowi z Lubowa koło Wronek altaryście altarii św. Mateusza w kaplicy św. Leonarda w katedrze poznańskiej trzy grzywny czynszu rocznego na Koźlu, oraz Maciejowi z Obornik altaryście altarii św. Apolonii 8 grzywien od kwoty 100 grzywien. W 1510 Andrzej zapisał Mikołajowi Parysowi altaryście w katedrze poznańskiej trzy grzywny czynszu rocznego na Koźlu.
W latach 1509-1511 dziedziczką wsi była Anna Jankowska żona Andrzeja Jaktorowskiego, córka Grzegorza Jankowskiego. W 1509 w asystencji m.in. stryja Dziersława Rozwarowskiego dała mężowi Andrzejowi Jaktorowskiemu 1/3 części dóbr ojcowskich i macierzystych, tj. całe wsie Jankowice, Lusowiec (obecnie Lusowo) i Rumino koło Buku, obecnie Rumianek, zachowując sobie Ceradz Stary, Psarskie, Młyniewo koło Grodziska Wielkopolskiego, Wilkowo koło Buku i Dąbrówkę Ludomską. Andrzej natomiast zapisał swojej żonie po 500 złotych posagu i wiana na połowie z połowy wsi Jankowice, Lusowiec, Rumino i Koźle. W 1511 Anna w asystencji m.in. stryja Dziersława dała mężowi Andrzejowi Jaktorowskiemu całe wsie ojcowskie i macierzyste, tj. Psarskie, Ceradz Stary, Dąbrówkę Ludomską, trzy łany opuszczone w Krzestkowicach (obecnie Krzeszkowice), Nojewo i Wilkowo. Andrzej dał natomiast żonie dożywotnio całe wsie Jankowice, Lusowiec, Rumino, Ceradz Stary, Psarskie, Koźle, Dąbrówkę Ludomską, Młyniewo i Wilkowo. W latach 1534-1539 właścicielami we wsi byli bracia Łukasz i Andrzej Jankowscy. W 1534 ojciec Andrzej Jaktorowski tenutariusz śremski i kcyński podzielił między nich dobra, w wyniku czego starszy Łukasz otrzymał m.in. całą wieś Koźle.
Miejscowość odnotowały także historyczne rejestry podatkowe dzięki, którym znamy stosunki własnościowe we wsi. W 1508 podbrano podatki we wsi od 12 łanów, 6 groszy od karczmy. W 1509 od 11 łanów oraz 3 grosze od karczmy. W 1510 miał miejsce pobór od 11 łanów. W 1563 od 6,5 łana oraz karczmy dorocznej. W 1577 płatnikiem poboru był wojewoda inowrocławski, płocki, brzeski kujawski Piotr Potulicki zwany też Chodzieskim, syn Mikołaja. W 1580 Kasper Potulicki zapłacił podatek od 10 i 1/4 półłanka oraz od 4 zagrodników. Był on także płatnikiem poboru w 1583.
Wieś szlachecka Kozle położona była w 1580 roku w powiecie poznańskim województwa poznańskiego w Rzeczypospolitej Obojga Narodów. Wskutek II rozbioru Polski w 1793, miejscowość przeszła pod władanie Prus i jak cała Wielkopolska znalazła się w zaborze pruskim..
W Koźlu stacjonuje Ochotnicza Straż Pożarna, którą mieszkańcy założyli w 1925 roku.
Od 1 stycznia do 12 października 1973 w gminie Pniewy.

## Obecnie
We wsi organizowane są zawody psich zaprzęgów: Puchar Polski w 2016, w 2017 Mistrzostwa Polski i Mistrzostwa Świata, Mistrzostwa Polski w 2018 i 2019. Do 2017 roku działała tu również szkoła podstawowa, która jednak została zlikwidowana z powodu zbyt małej liczby uczniów.

## Turystyka
Przez wieś przebiega trasa rowerowej Szamotulskiej pętli rowerowej -  Szamotuły – Baborówko – Kąsinowo – Myszkowo – Przyborowo – Brodziszewo – Koźle – Wielonek – Ostroróg – Rudki – Gałowo – Szamotuły. Główną atrakcją wsi jest miejsce hodowli kóz i plantacji ziół z charakterystycznymi drewnianymi rzeźbami Koźlaków.

## Regionalizmy
Zygmunt Zagórski w 1962 roku spisał nazwy i określenia obiektów terenowych we wsi Koźle.

Nazwy części wsi:
1. Kole F'igury - koło przydrożnej kapliczki, kierunek północny
2. Poznai̯nsko - kierunek południowy
3. Pod‿Borėm - kierunek północno-zachodni, część wsi pod lasem
4. Gać - kierunek południowy, gać to wiązka chrustu, gałęzi używanych jako osłona, przykrycie, to grobla, tama
5. Reštůfka - kierunek południowy, resztówka - reszta gruntu pozostała po parcelacji prywatnej posiadłości ziemskiej
6. Χubyi̯ Koźelsḱe - kierunek zachodni

Nazwy i określenia pól:
1. Bṷota - kierunek zachodni
2. Zoganka - kierunek zachodni, rzeczownik pochodzący od czasownika zogańać - zaganiać
3. Gać (Gać to i̯estta pṷolė) - kierunek południowy
4. Gųska i pažyskṷo - kierunek południowy, gųska - drobne okrągłe głaziki, znajdujące się w piasku,  pažyskṷo - ziemia żwirowata
5. Ćiχy Důṷ - kierunek południowo-zachodni, pole położone niżej
6. Pod‿Bṷorėm - pod lasem, kierunek wschodni
7. Ṷazy - kierunek zachodni, łaz - miejsce po wypalonym lub wykarczowanym lesie przeznaczone pod uprawę lub pastwisko, miejsce niskie i bagniste zarosłe krzakami
8. Dėmbov'eček - kierunek wschodni
9. Na Koźyem = na kozim, kierunek zachodni, licha ziemia
10. Cycynek - kierunek zachodni, na polu tym jest woda
11. Byčė - kierunek południowy, bycze pole

Nazwy łąk:
1. Bṷota - kierunek zachodni
2. Pažyskṷo =ziemia żwirowa, kierunek południowy
3. Śv'ińo Gać = świńska gać, kierunek wschodni

Nazwy lasów:
1. Bůr Otorofsḱi - kierunek północny, od pobliskiej miejscowości Otorowo, nazwy części lasu: Kačlinek, Cygai̯nsḱe Doṷy
2. Śv'ińo Gać - kierunek wschodni
3. Ḿelno - kierunek południowo-zachodni